# Крузейру (Сан-Паулу)
Крузейру (порт. Cruzeiro)  —  муниципалитет в Бразилии, входит в штат Сан-Паулу. Составная часть мезорегиона Вали-ду-Параиба-Паулиста. Входит в экономико-статистический  микрорегион Гуаратингета. Население составляет 79 546 человек на 2007 год. Занимает площадь 304,572 км². Плотность населения — 253,1 чел./км².

## История
Город основан 2 октября 1901 года.

## Статистика
- Валовой внутренний продукт на 2003 составляет 641.038.388,00 реалов (данные: Бразильский институт географии и статистики).
- Валовой внутренний продукт на душу населения на 2003 составляет 8.498,23 реалов (данные: Бразильский институт географии и статистики).
- Индекс развития человеческого потенциала на 2000 составляет 0,809 (данные: Программа развития ООН).

## География
Климат местности: субтропический. В соответствии с классификацией Кёппена, климат относится к категории Cfb.